# Mistrovství světa v judu 1973
VIII. mistrovství světa se konalo v Palais de Beaulieu v Lausanne ve dnech 22.-24. června 1973.

## Program
- PAT - 22.06.1973 - těžká váha (+93 kg)
- PAT - 22.06.1973 - polotěžká váha (−93 kg)
- SOB - 23.06.1973 - střední váha (−80 kg)
- SOB - 23.06.1973 - polostřední váha (−70 kg)
- NED - 24.06.1973 - lehká váha (−63 kg)
- NED - 24.06.1973 - bez rozdílu vah

## Výsledky
| Kategorie | Zlato                 | Stříbro                    | Bronz                        | Bronz                  |
| --------- | --------------------- | -------------------------- | ---------------------------- | ---------------------- |
| −63 kg    | Jošiharu Minami (JPN) | Takao Kawaguči (JPN)       | Šengeli Picchelauri (URS)GEO | Héctor Rodríguez (CUB) |
| −70 kg    | Tojokazu Nomura (JPN) | Dietmar Hötger (GDR)       | Anatolij Novikov (URS)UKR    | Kazuo Jošimura (JPN)   |
| −80 kg    | Šózó Fudžii (JPN)     | Isamu Sonoda (JPN)         | Bernd Look (GDR)             | Antoni Reiter (POL)    |
| −93 kg    | Nobujuki Sató (JPN)   | Takafumi Ueguči (JPN)      | Dietmar Lorenz (GDR)         | David Starbrook (GBR)  |
| +93 kg    | Čónosuke Takagi (JPN) | Džibilo Nižaradze (URS)GEO | Sergej Novikov (URS)UKR      | Keith Remfry (GBR)     |